# Relações entre Bielorrússia e Ucrânia
As relações entre Bielorrússia e Ucrânia são as relações externas entre as repúblicas da Bielorrússia e da Ucrânia. Ambos os países são membros de pleno direito da Iniciativa Baku e da Iniciativa da Europa Central. Em 2021, o antagonismo entre os dois países se intensificou, culminando na invasão russa em fevereiro de 2022. A Bielorrússia permitiu a permanência de tropas e equipamentos russos em seu território, e seu uso como trampolim para ofensivas no norte da Ucrânia, mas negou a presença de tropas bielorrussas no território do país vizinho.

## Relações
Atualmente, os dois países compartilham uma fronteira de 891 km de extensão. Um acordo sobre a fronteira estatal entre Bielorrússia e Ucrânia, assinado em 1997, deveria ser submetido ao parlamento bielorrusso para ratificação depois que o presidente bielorrusso Alexander Lukashenko e o ex-presidente ucraniano Viktor Yushchenko terminaram o processo de formalização das questões de fronteira entre as duas nações no início de novembro de 2009.

### Suspensão nas relações

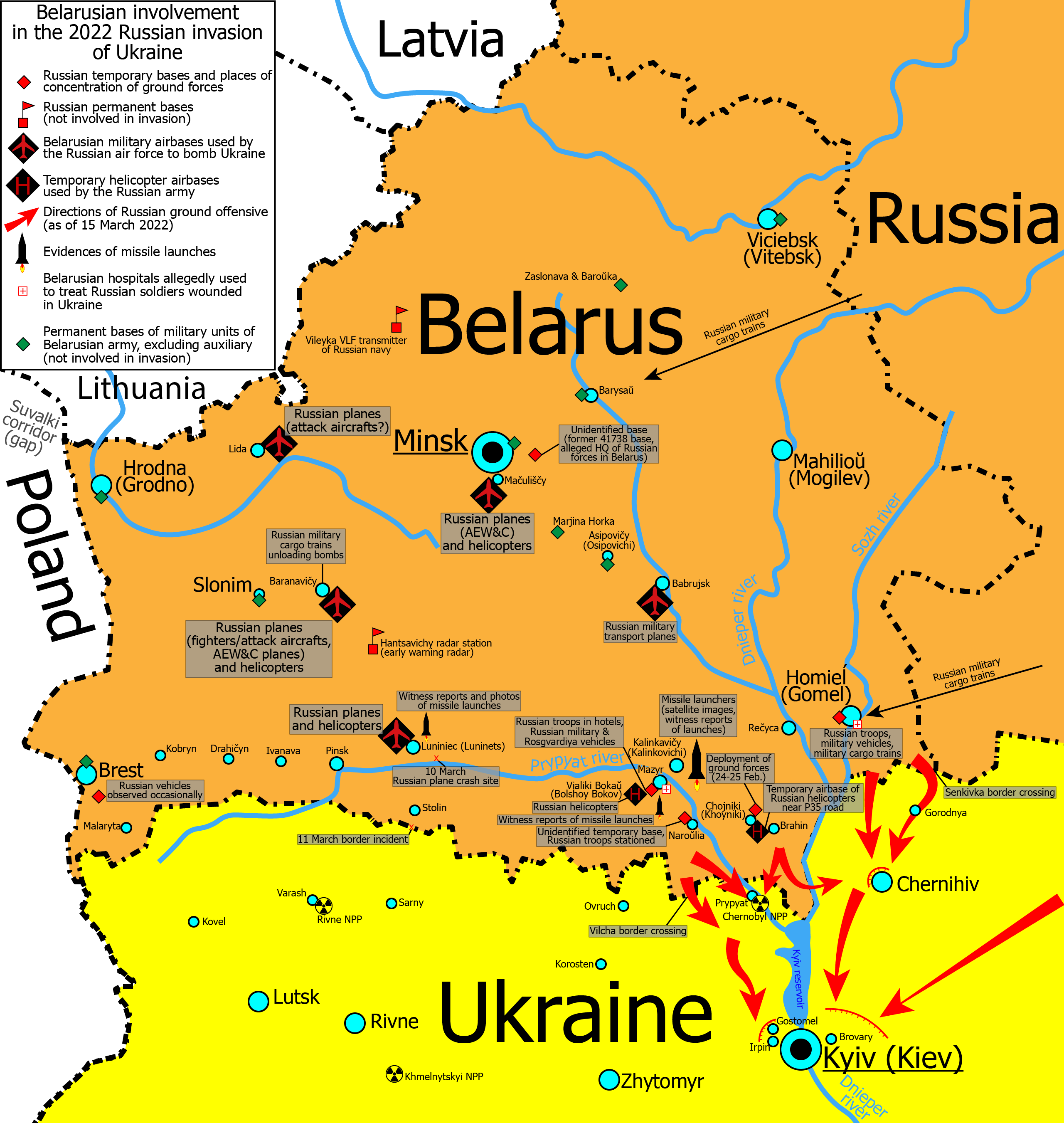
Mapa das atividades militares russas na Bielorrússia durante a invasão russa da Ucrânia.

Em agosto de 2020, durante os protestos na Bielorrússia contra Lukashenko, a Ucrânia chamou o seu embaixador em Minsk pela primeira vez para avaliar "a nova realidade" e as perspectivas de novas relações bilaterais entre os dois países vizinhos. A Bielorrússia devolveu um conjunto de detidos  — que Lukashenko disse fazerem parte do Grupo Wagner — à Rússia, desafiando os apelos ucranianos para enviar aqueles que foram detidos à Ucrânia para serem processados por seu papel na Guerra no Donbass. Em uma reunião com o membro do Conselho Supremo da Ucrânia, Yevgeniy Shevchenko, em abril de 2021, Lukashenko criticou o ex-presidente ucraniano Leonid Kravtchuk por sugerir que Minsk fosse removido como anfitrião no formato da Normandia como resultado dos protestos.
Em resposta ao desvio forçado do voo Ryanair 4978 pelo governo bielorrusso em maio de 2021, a Ucrânia proibiu as companhias aéreas bielorrussas de operar no espaço aéreo ucraniano. Além disso, a Ucrânia aderiu à União Europeia ao impor sanções aos funcionários bielorrussos. Em resposta à Ucrânia, a Bielorrússia impôs novas barreiras comerciais a uma variedade de mercadorias ucranianas que entram no país.
Em fevereiro de 2022, tropas russas invadiram a Ucrânia via Bielorrússia. A Bielorrússia também declarou que as armas nucleares russas estavam em seu país.

## Visitas diplomáticas
- Da Ucrânia para a Bielorrússia
  - Petro Poroshenko (Minsk, 2014)[10]
  - Petro Poroshenko (Minsk, 2015)[11]
  - Petro Poroshenko (Gomel, 2018)[12]

- Da Bielorrússia para a Ucrânia
  - Alexander Lukashenko (Kiev, 2004)[13][14]
  - Alexander Lukashenko (Kiev, 2009)
  - Alexander Lukashenko (Kiev, 2017)
  - Alexander Lukashenko (Jitomir, 2019)

## Embaixadas bilaterais
- A Bielorrússia tem uma embaixada em Kiev.[15]
- A Ucrânia tem uma embaixada em Minsk e um consulado em Brest.[16]

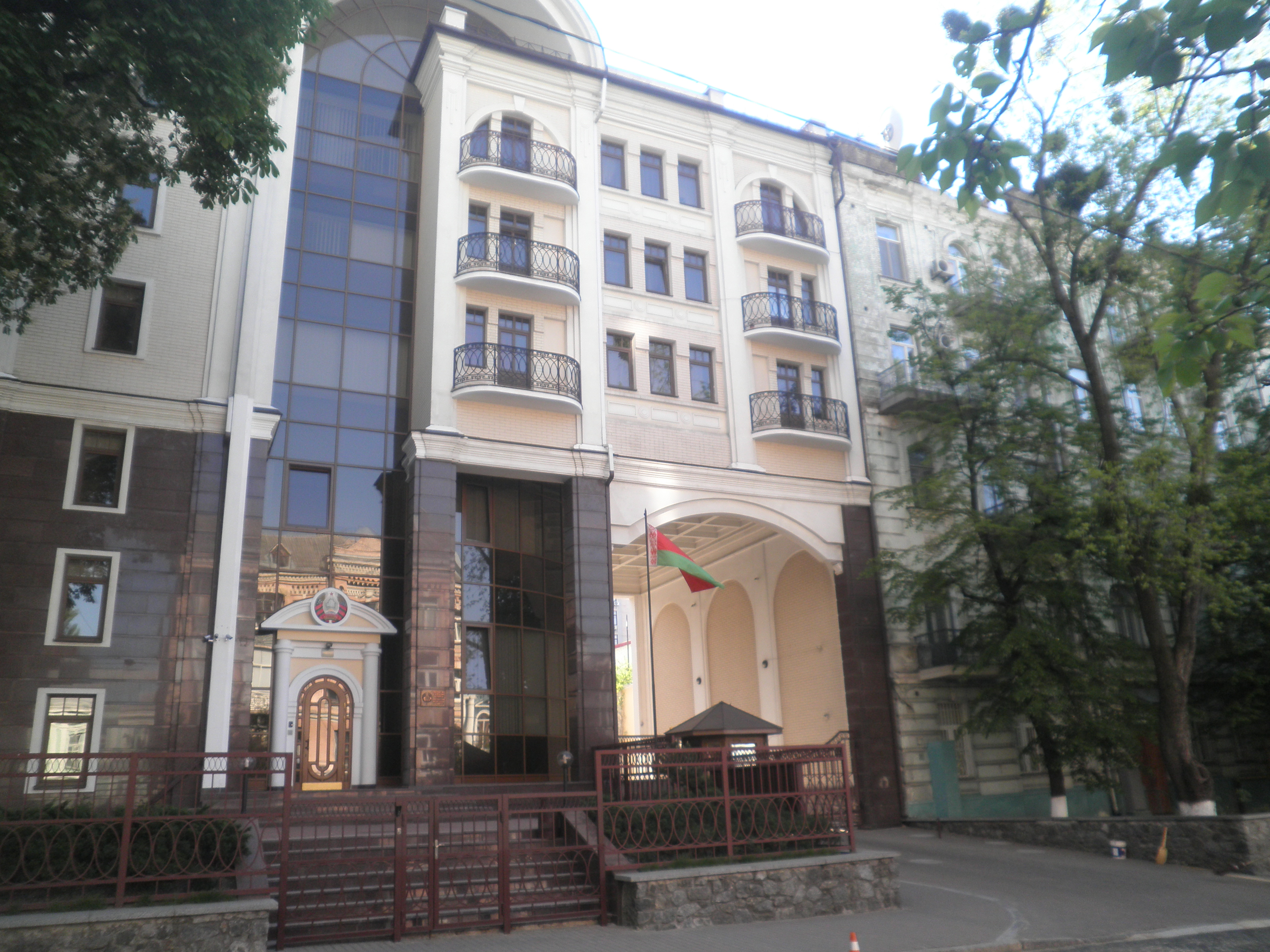
Embaixada bielorrussa em Kiev
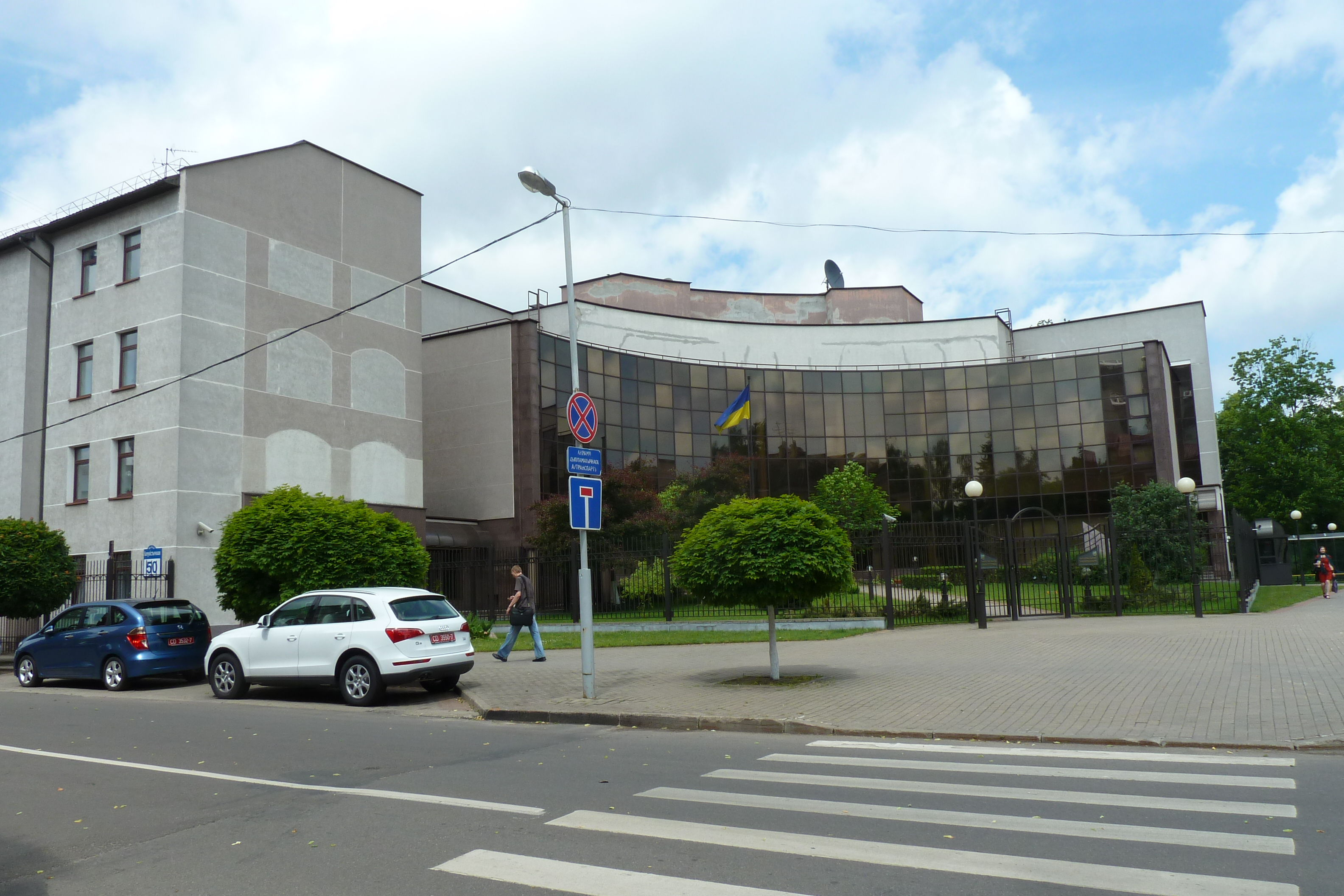
Embaixada da Ucrânia em Minsk